# Thử nghiệm động vật

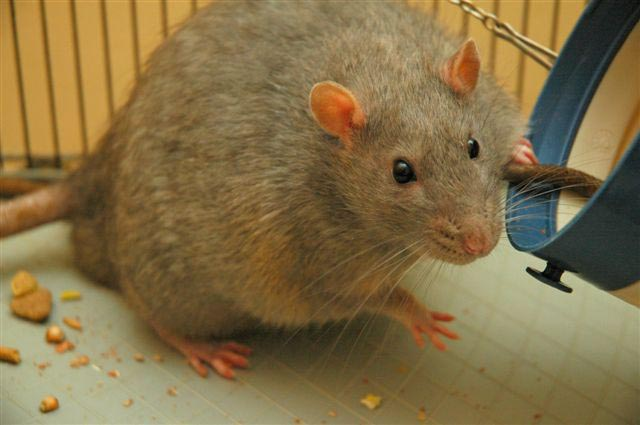
Một con chuột thí nghiệm

Thử nghiệm động vật (Animal testing) hay còn được gọi là thí nghiệm trên động vật, nghiên cứu động vật (animal research) và thử nghiệm in vivo là việc sử dụng các loài động vật (không phải là con người) trong các thí nghiệm nhằm kiểm soát các biến tố ảnh hưởng đến hành vi hoặc hệ thống sinh học đang được nghiên cứu, những động vật được chọn thí nghiệm gọi là sinh vật mô hình. Cách tiếp cận này có thể tương phản với các nghiên cứu hiện trường, trong đó những động vật được quan sát thấy trong môi trường tự nhiên của chúng. 

## Đại cương
Các nghiên cứu thử nghiệm với động vật thường được tiến hành tại các trường đại học, các trường y, các công ty dược phẩm, các cơ sở quốc phòng và các cơ sở thương mại cung cấp các dịch vụ kiểm tra động vật cho ngành công nghiệp. Trọng tâm của việc thử nghiệm trên động vật thay đổi liên tục từ nghiên cứu thuần túy, tập trung vào việc phát triển kiến thức căn bản về sinh vật, nghiên cứu ứng dụng, có thể tập trung trả lời một số vấn đề có tầm quan trọng thực tiễn lớn đặt ra, chẳng hạn như tìm ra phương pháp chữa bệnh. Các ví dụ về nghiên cứu ứng dụng bao gồm các thử nghiệm điều trị bệnh, chăn nuôi, nghiên cứu quốc phòng và độc tính, bao gồm cả kiểm tra mỹ phẩm (Thử nghiệm mỹ phẩm trên động vật).
Trong giáo dục, xét nghiệm động vật đôi khi là một phần của các khóa học về sinh học hoặc tâm lý học. Thực tiễn được quy định ở các mức độ khác nhau ở các quốc gia khác nhau. Người ta ước tính rằng việc sử dụng động vật có xương sống hàng năm từ con cá ngựa vằn sang động vật có xương sống từ hàng chục đến hơn 100 triệu. Tại châu Âu, các loài động vật có xương sống chiếm 93% số gia súc được sử dụng trong nghiên cứu và năm 2011 đã có 11.5 triệu con gia súc. Theo ước tính một con số chuột và chuột ở Hoa Kỳ vào năm 2001 là 80 triệu người (thí nghiệm trên loài gặm nhấm).
Chuột nhắt, chuột cống, cá, lưỡng cư và bò sát cùng chiếm hơn 85% số động vật nghiên cứu, trong đó chuột cũng như các loài gặm nhấm là những động vật được chọn làm vật thí nghiệm nhiều vì tính sẵn có, chi phí thấp, giá thành rẻ, sinh sôi nhanh và có nhiều điểm tương đồng với con người. Hầu hết các động vật đều bị giết chết sau khi được sử dụng trong một cuộc thử nghiệm tránh việc thất thoát ra bên ngoài. Nguồn động vật thí nghiệm khác nhau giữa các nước và loài; hầu hết động vật đều có mục đích sinh sản từ gây nuôi nhân giống, trong khi đó một số ít được đánh bắt trong tự nhiên hoặc được cung cấp bởi các đại lý nhận được chúng từ các cuộc đấu giá. 

## Tranh cãi

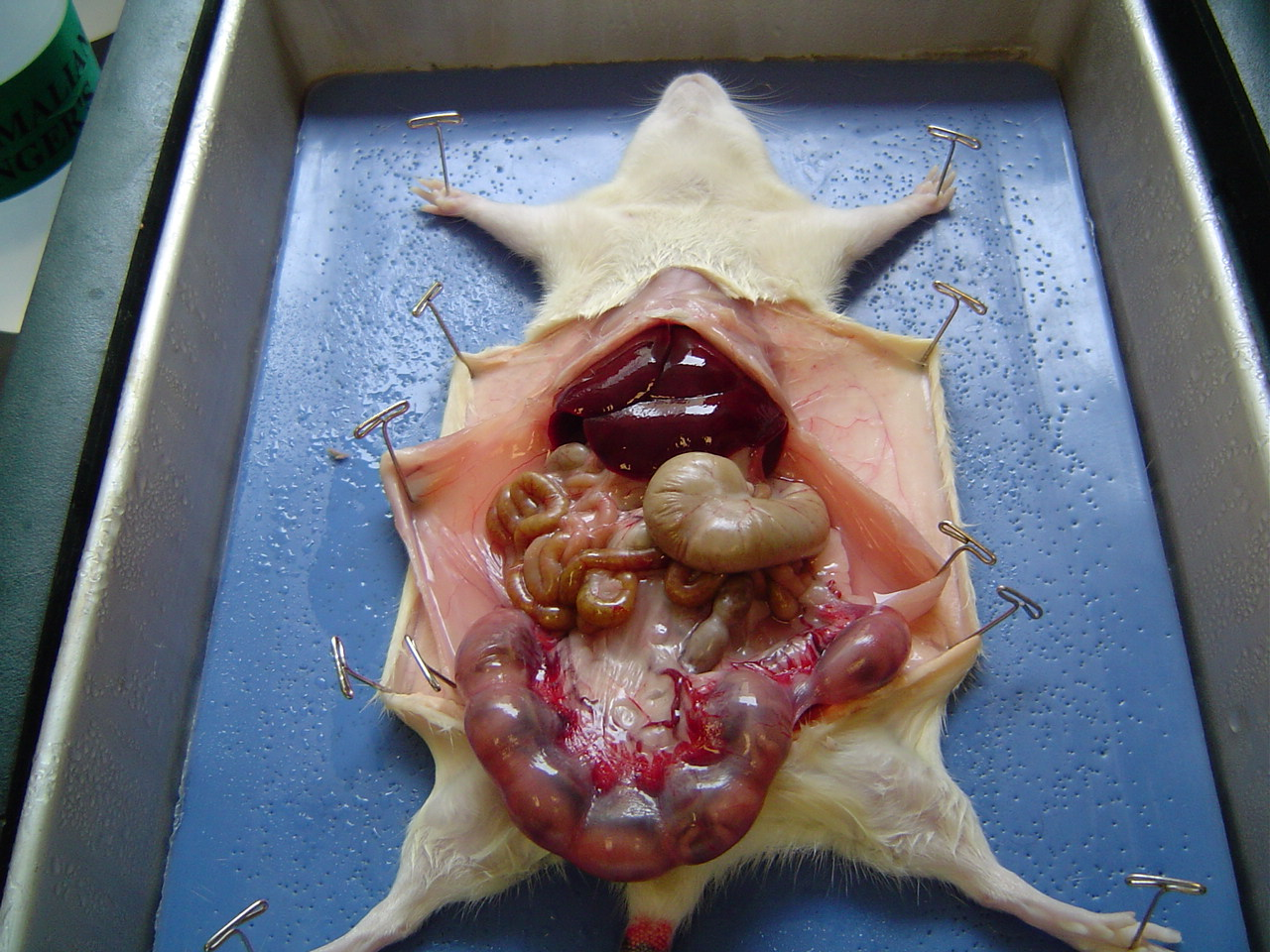
Một con chuột bị phanh thây làm thí nghiệm

Những người ủng hộ việc sử dụng động vật trong các thí nghiệm, chẳng hạn như Hiệp hội Hoàng gia Anh có lập luận rằng hầu như mọi thành tựu y khoa trong thế kỷ 20 dựa vào việc sử dụng động vật theo cách nào đó. Viện Nghiên cứu Động vật Thí nghiệm thuộc Học viện Khoa học Quốc gia Hoa Kỳ đã lập luận rằng nghiên cứu động vật không thể được thay thế bởi các mô hình máy tính phức tạp thậm chí không thể giải quyết được các tương tác cực kỳ phức tạp giữa các phân tử, tế bào, các mô, các cơ quan, các sinh vật và môi trường.
Các tổ chức đấu tranh cho quyền động vật và một số tổ chức phúc lợi động vật như PETA và BUAV yêu cầu sự cần thiết và hợp pháp của việc thực nghiệm động vật thì lập luận rằng nó được quy định độc ác và kém, sự tiến bộ y tế thực sự bị cản trở bởi các mô hình động vật gây hiểu nhầm không thể dự đoán đáng tin cậy con người, rằng một số xét nghiệm đã lỗi thời, chi phí lớn hơn lợi ích, hoặc động vật có quyền bên trong không được sử dụng hoặc gây hại trong thử nghiệm. Nhiều hành vi được xếp vào diện ngược đãi động vật, đối xử tàn ác với động vật, hành hạ, tra tấn động vật, làm tổn thương chúng trước khi chết.